# 에드워드 유드
에드워드 유드 경(영어: Sir Edward Youde, 중국어: 尤德 1924년 6월 19일-1986년 12월 5일)는 영국의 중국학자이다. 중국 대사를 지냈으며, 홍콩의 26번째 총독을 지냈다.
1982년 가장 오랫동안 홍콩을 통치한 머레이 맥레호스의 뒤를 이어 총독으로 임명되었다. 홍콩의 이양 문제 등 홍콩의 주권 문제가 화두가 되었던 때 임명되었는데, 이 때 1984년 합의를 통해 홍콩의 전 주권을 중공으로 넘기고, 영국은 홍콩에서 완전히 손을 뗄 것임을 천명했다. 당초 영국은 홍콩에서 손을 떼지 않으려고 노력했으나, 중공의 반발로 홍콩에서 철수해야만 했다.
이는 홍콩인들의 반발을 가져왔으며, 몇몇 지식인들은 즉각즉각 홍콩을 떠났다. 몇몇은 영국에서 받은 작위를 포기하고 노골적으로 친중파가 되기까지 했다.
재임중 사망하여 장례는 국장으로 치러졌다.
| 전임 머레이 맥리호스 | 제26대 홍콩의 총독 1982년 5월 20일 - 1986년 12월 5일 | 후임 윌슨오브틸리언 남작 데이비드 윌슨 |